# Walchensee-Klasse
Die Walchensee-Klasse ist eine Serie von vier Betriebsstofftransportern der Klasse 703, die für die Versorgung von Kriegsschiffen im Hafen und in den Küstengewässern sowie für den Transport von Betriebsstoffen zwischen Depots und anderen Versorgungseinrichtungen der Bundesmarine/Deutschen Marine gebaut worden sind.

## Allgemeines
Im Rahmen des Hilfsschiffprogramms von 1959 wurden 1964 vier „Betriebsstofftransporter, klein“ (Bezeichnung gemäß Schiffsnummernverzeichnis) bei der Kieler Lindenau Werft in Auftrag gegeben. Der Rumpf ist aus Stahl und durch sieben Schotte in acht Abteilungen unterteilt. Zur Ausrüstung gehören magnetischer Eigenschutz, ein 3-t-Ladebaum und Einrichtungen zur Seeversorgung nach Backbord und nach Steuerbord.
Benannt sind die Schiffe nach Seen in Deutschland.

## Einheiten
703/01 Walchensee (A 1424)
Das Typschiff dieser Klasse wurde zunächst für das Kommando der Troßschiffe und mit Heimatstützpunkt Flensburg-Mürwik in Dienst gestellt. Am 1. Oktober 1967 erfolgte ein Unterstellungswechsel zum neu aufgestellten 1. Versorgungsgeschwader und am 1. April 1997 zum Trossgeschwader. Als letztes Schiff hat die Walchensee am 12. Oktober 1998 den aufgelösten Marinestützpunkt Flensburg verlassen. Sie war danach in Marinestützpunkt Kiel stationiert und nach der Außerdienststellung in Wilhelmshaven aufgelegt.
2005 wurde das Schiff über die VEBEG zunächst nach Dänemark verkauft und später in Nigeria als Tanker Walchensee mit IMO-Nummer 9027855 und Rufzeichen 5NHYS registriert. Das Schiff wurde 2010 abgewrackt.
703/02 Ammersee (A 1425)
Die Indienststellung erfolgte für die Versorgungsflottille mit Heimatstützpunkt Olpenitz. Analog zur Walchensee wurde die Ammersee dem 1. Versorgungsgeschwader und dem Trossgeschwader unterstellt. Nach der Auflösung des Marinestützpunkts Olpenitz war das Schiff ab Januar 2006 in Kiel stationiert. Seit ihrer Außerdienststellung im Dezember 2015 ist die Ammersee im Marinearsenal Kiel aufgelegt.
703/03 Tegernsee (A 1426)
Die Tegernsee wurde ebenfalls für die Versorgungsflottille in Dienst gestellt. Zum 1. Oktober 1967 erfolgte der Unterstellungswechsel zum 2. Versorgungsgeschwader und am 1. April 1997 zum Trossgeschwader. Die Tegernsee war von ihrer Indienststellung bis zur Außerdienststellung ununterbrochen in Wilhelmshaven stationiert. Seit ihrer Außerdienststellung im Dezember 2015 ist sie im Marinearsenal Wilhelmshaven aufgelegt.
703/04 Westensee (A 1427)
Das letzte Schiff der Serie wurde gleich für das kurz zuvor aufgestellte 2. Versorgungsgeschwader und mit Heimatstützpunkt Emden in Dienst gestellt. Ab Juli 1969 war die Westensee in Wilhelmshaven stationiert und ab April 1997 (Unterstellung Trossgeschwader) in Warnemünde.
Nach der Außerdienststellung war sie zusammen mit der ex-Walchensee in Wilhelmshaven aufgelegt und wurde 2005 ebenfalls über die VEBEG nach Dänemark verkauft. Im Sommer 2009 ist das Schiff auf der Abwrackwerft Reitsma Recycling B.V. in Kootstertille abgebrochen worden.
| Name       | Kennung | Rufzeichen bis Nov. 1981/ ab Dez. 1981 | Bau- Nr. | Kiellegung       | Stapellauf       | Indienst- stellung | Außerdienst- stellung | Stützpunkt/ Verbleib |
| ---------- | ------- | -------------------------------------- | -------- | ---------------- | ---------------- | ------------------ | --------------------- | -------------------- |
| Walchensee | A 1424  | DSHG / DRKI                            | 127      | 12. Oktober 1964 | 10. Juli 1965    | 29. April 1966     | 19. Dezember 2001     | 2010 abgebrochen     |
| Ammersee   | A 1425  | DSHH / DRKJ                            | 130      | 28. März 1966    | 9. Juli 1966     | 2. März 1967       | 16. Dezember 2015     | aufgelegt            |
| Tegernsee  | A 1426  | DSHJ / DRKK                            | 131      | 21. April 1966   | 22. Oktober 1966 | 23. März 1967      | 17. Dezember 2015     | aufgelegt            |
| Westensee  | A 1427  | DSHX / DRKL                            | 132      | 28. Oktober 1966 | 8. April 1967    | 6. Oktober 1967    | 30. September 2003    | 2009 abgebrochen     |